# Isolabella
Isolabella (piemonti nyelven Isolabela) egy község Olaszországban, Torino megyében.

## Elhelyezkedése

Isolabella község Torino megye térképén

Isolabella Torino és Asti megyék határán fekszik. Szomszédos települések: Cellarengo, Poirino, Valfenera, Villanova d'Asti.